# Karl August von Brandenstein
Karl August von Brandenstein (* 24. Januar 1792 in Nauen; † 30. März 1863 in Berlin) war ein preußischer Generalleutnant und Kommandeur der 5. Division.

## Leben

### Herkunft
Seine Eltern waren Wilhelm August von Brandenstein (1738–1815) und dessen Ehefrau Friederike, geborene von Hake (1761–1831). Sein Vater war preußischer Oberstleutnant a. D., zuletzt im Infanterieregiment „Ferdinand von Preußen“. Der Generalleutnant Friedrich von Brandenstein (1786–1857) war sein Bruder.

### Militärlaufbahn
Brandenstein besuchte ab dem 11. Juni 1803 das Kadettenhaus in Berlin und wurde am 19. April 1811 als Sekondeleutnant dem Leib-Infanterie-Regiment (Nr. 8) der Preußischen Armee überwiesen. Am 16. März 1812 folgte seine Versetzung in das Regiment Garde. Während der Befreiungskriege kämpft Brandenstein in den Schlachten bei Großgörschen und Leipzig.
Nach dem Krieg wurde er am 18. März 1816 Premierleutnant sowie am 18. Februar 1821 Hauptmann und Kompaniechef. Am 20. März 1834 erhielt er den Roten Adlerorden IV. Klasse, wurde wenige Tage später zum Major befördert und zum Kommandeur des II. Bataillons im 7. Landwehr-Regiment ernannt. Am 30. März 1840 wurde Brandenstein Kommandeur des Garde-Schützen-Bataillons und in dieser Eigenschaft am 30. März 1844 Oberstleutnant. Zudem wurde er am 30. September 1846 in den Johanniterorden aufgenommen. Unter Beförderung zum Oberst wurde Brandenstein am 27. März 1847 mit der Führung des 38. Infanterie-Regiments beauftragt und am 23. September 1847 zum Regimentskommandeur ernannt.
Während der Revolution 1849 in Baden kämpfte er im Gefecht bei Durlach und nahm an der Besetzung von Bruchsal teil. Für sein Wirken erhielt Brandenstein den Orden vom Zähringer Löwen. Am 4. Dezember 1849 wurde er Kommandeur der 13. Infanterie-Brigade und am 15. Dezember 1849 dem 28. Infanterie-Regiment aggregiert. Am 4. November 1851 stieg Brandenstein zum Generalmajor auf und erhielt am 4. Mai 1852 das Kommando über die 25. Infanterie-Brigade. Am 12. Juli 1855 wurde er Kommandeur der 9. Division und am 12. Juli 1855 zum Generalleutnant befördert. Vom 7. Mai 1857 bis zum 2. Juli 1858 fungierte er als Kommandeur der 5. Division. Anschließend wurde Brandenstein unter Verleihung des Sterns zum Roten Adlerorden I. Klasse mit Schwertern am Ring mit der gesetzlichen Pension zur Disposition gestellt. Er starb am 30. März 1863 in Berlin und wurde am 1. April 1863 auf dem Invalidenfriedhof beigesetzt.

### Familie
Brandenstein heiratete am 9. Juni 1818 in Tschilesen, Kreis Wohlau Bernhardine von Rieben (1896–1853). Das Paar hatte mehrere Kinder:
- Sophie (* 1819), Dame des Louisenordens
- Hans (1823–1883), preußischer Oberst a. D., Kommandant von Metz ⚭ 1874 Elfriede von Redern (* 1839)
- Karl (1831–1886), General der Infanterie ⚭ 1879 Sophie von Blücher (1849–1932)[2]